# Marion (Illinois)
Marion es una ciudad ubicada en el condado de Williamson en el estado estadounidense de Illinois. En el Censo de 2020 tenía una población de 16855 habitantes y una densidad poblacional de 401,41 personas por km².

## Geografía
Según la Oficina del Censo de los Estados Unidos, Marion tiene una superficie total de 41.99 km², de la cual 41.41 km² corresponden a tierra firme y (1.4%) 0.59 km² es agua.

## Demografía
Según el censo de 2020, había 16855 personas residiendo en Marion. La densidad de población era de 401,41 hab./km². De los 16855 habitantes, Marion estaba compuesto por el 86.0% blancos, el 4.9% eran afroamericanos, el 0.1% eran amerindios, el 2.8% eran asiáticos, el 0% eran isleños del Pacífico, y el 5.4% pertenecían a dos o más razas. Del total de la población el 2.9% eran hispanos o latinos de cualquier raza.

## Gobierno
La Agencia Federal de Prisiones (BOP) gestiona la Penitenciaría de los Estados Unidos, Marion.